# آواز یاغی
آواز یاغی (به انگلیسی: The Rogue Song) نام فیلمی موزیکال در سبک عاشقانه است که روایتگر داستان راهزن روسیه‌ای می‌باشد که عاشق شاهزاده می‌شود اما می‌خواهد انتقام خواهرش را که توسط برادر شاهزاده به قتل رسیده از شاهزاده بگیرد. مترو گلدوین مایر حامی مالی این فیلم و کارگردان آن لیونل باریمور بود، همچنین این فیلم در دو نسخه با و بدون صدا منتشر شد. ستارگانی که در این فیلم به ایفای نقش پرداختند عبارت اند از: خواننده تالار اپرای متروپولیتن نیویورک، لارنس تیبت (که برای این نقش نامزد جایزه اسکار شد) و کاترین دیل اوون.

## بازیگران
- لارنس تیبت
- کاترین دیل اوون
- لایونل بلمور
- استن لورل
- اولیور هاردی
- هری برنارد
- جان کرول
- کیت پرایس
- والاس مک‌دونالد
- هری برنارد
- کیوپی مورگان
- بر مکینتاش
- آلبرتینا راش
- فلورنس لیک
- جیمز برندبری جونیور